# Nicolaes Eliaszoon Pickenoy
Nicolaes Eliaszoon Pickenoy (Nicolaes Eliasz) (ur. 10 stycznia 1588 w Amsterdamie, zm. ok. 1653–1656 tamże) – holenderski malarz flamandzkiego pochodzenia.
Był synem Eliasza Claeszoona Pickenoy`a (1565-1640) i Heijltje s'Jonge Laurens (1562-1638), którzy przed jego narodzinami wyemigrowali z Antwerpii do Amsterdamu. Uczył się prawdopodobnie pod kierunkiem Cornelisa van der Voorta, u którego zainteresował się malarstwem portretowym. W 1621 poślubił 21-letnią sierotę Levijntje Bouwens, małżeństwo miało dziesięcioro dzieci.
Nicolaes Eliaszoon Pickenoy znany jest głównie jako twórca portretów grupowych, przed Rembrandtem był obok Thomasa de Keysera jednym z najbardziej cenionych portrecistów w Amsterdamie, malował członków cechów, strzelców i regentów. Portretował również znane osobistości m.in. lekarza i burmistrza Amsterdamu Nicolaesa Tulpa, polityka  Cornelisa de Graeffa i admirała Maartena Trompa. Styl artysty cechuje realizm i analiza psychologiczna przedstawianych postaci.
Stylistyczne podobieństwa pozwalają sądzić, że Pickenoy mógł być nauczycielem Bartholomeusa van der Helsta.